# 埃姆斯蒙德
埃姆斯蒙德（荷蘭語：Eemsmond，荷蘭語：[ˈeːmsmɔnt] ⓘ）是荷兰东北部格罗宁根省的一个旧市镇，毗邻瓦登海，面积为543.36平方公里，2007年人口为16,728。
2019年1月1日，埃姆斯蒙德与几个相邻市镇合并为新市镇“海特霍赫兰”。